# 篝火

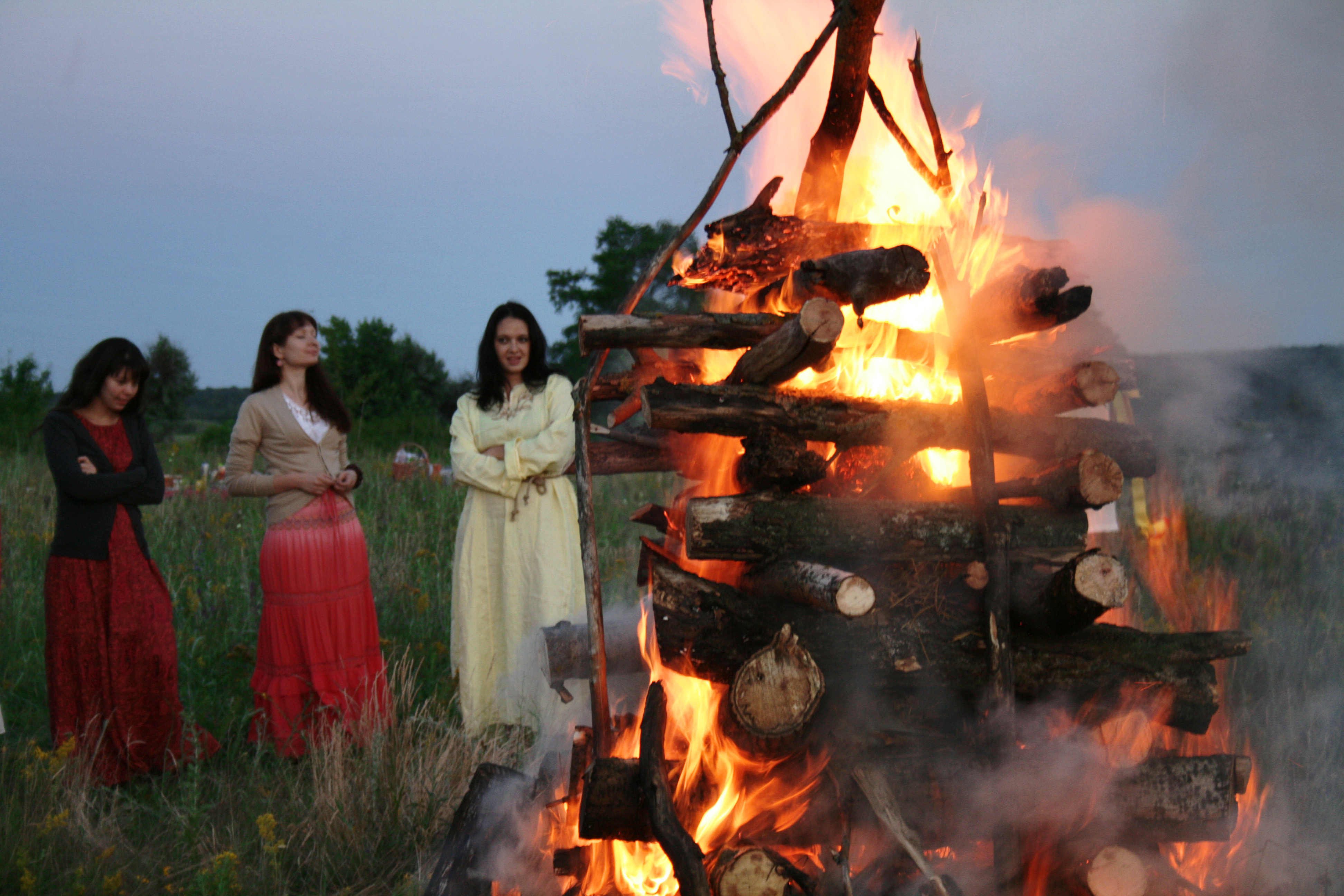
伊凡·庫帕拉節篝火

篝火（英語：bonfire）泛指一般在郊外地方，透過纍積木材或樹枝搭好的木堆或高台，在活動裡燃點的火堆。

## 詞源
「篝火」的英文「bonfire」源自於「骨頭」（英語：bone）與「火」（英語：fire）組成。。

## 篝火和營火的差別
篝火是架起或罩著的火，可用三角竹架搭，因有隔火材質可長久燃燒；營火是在營地等空曠處生起的火堆。

## 各地傳統
參見：篝火之夜
在中歐與北歐，篝火是瓦爾普吉斯之夜的特色之一，如瑞典會在四月的最後一天設置篝火；在西班牙，篝火是聖約翰節前夕的一部分。篝火在挪威與芬蘭是仲夏節的傳統，偶也會出現於復活節。

瑞士傳統篝火
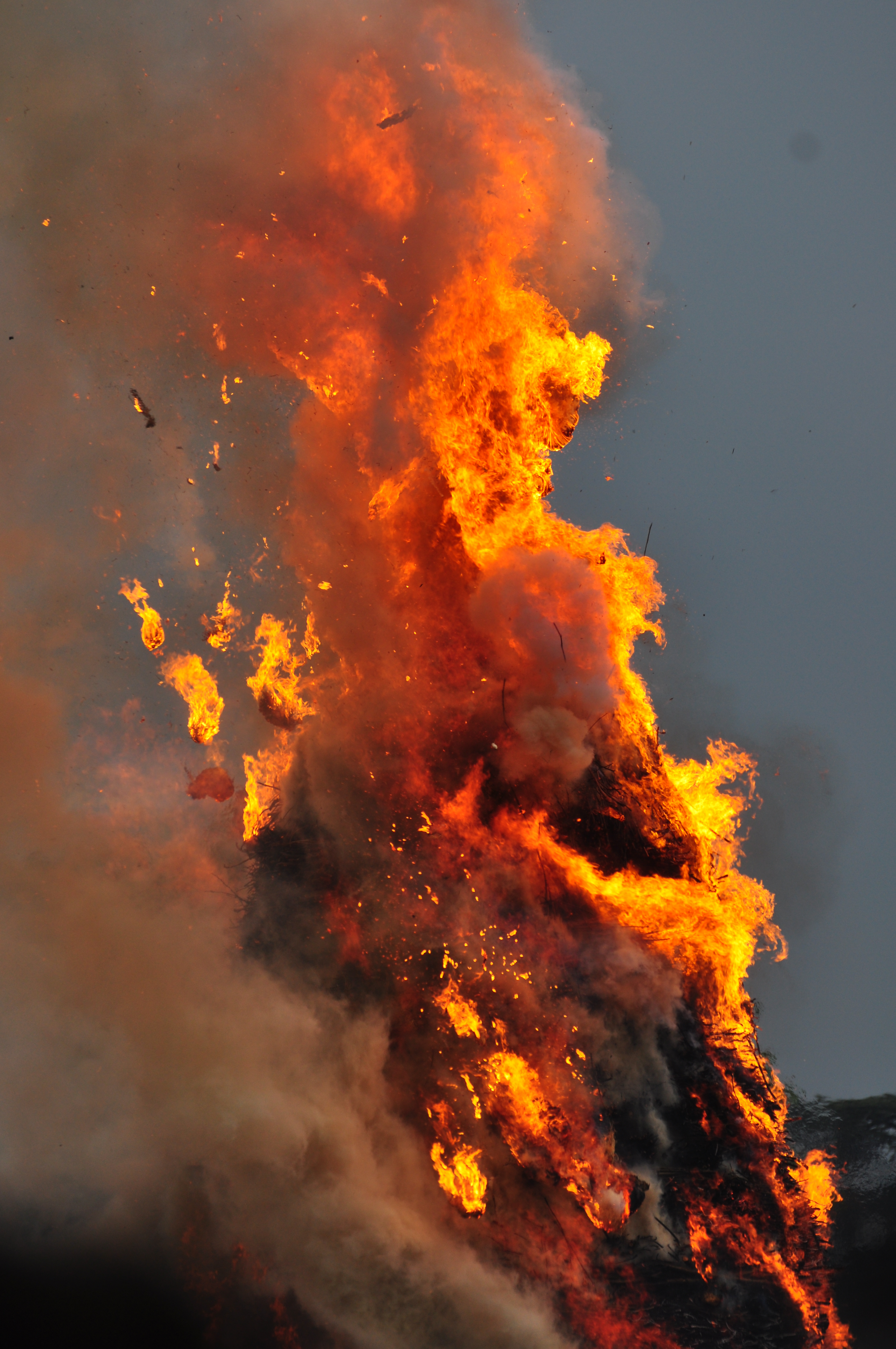
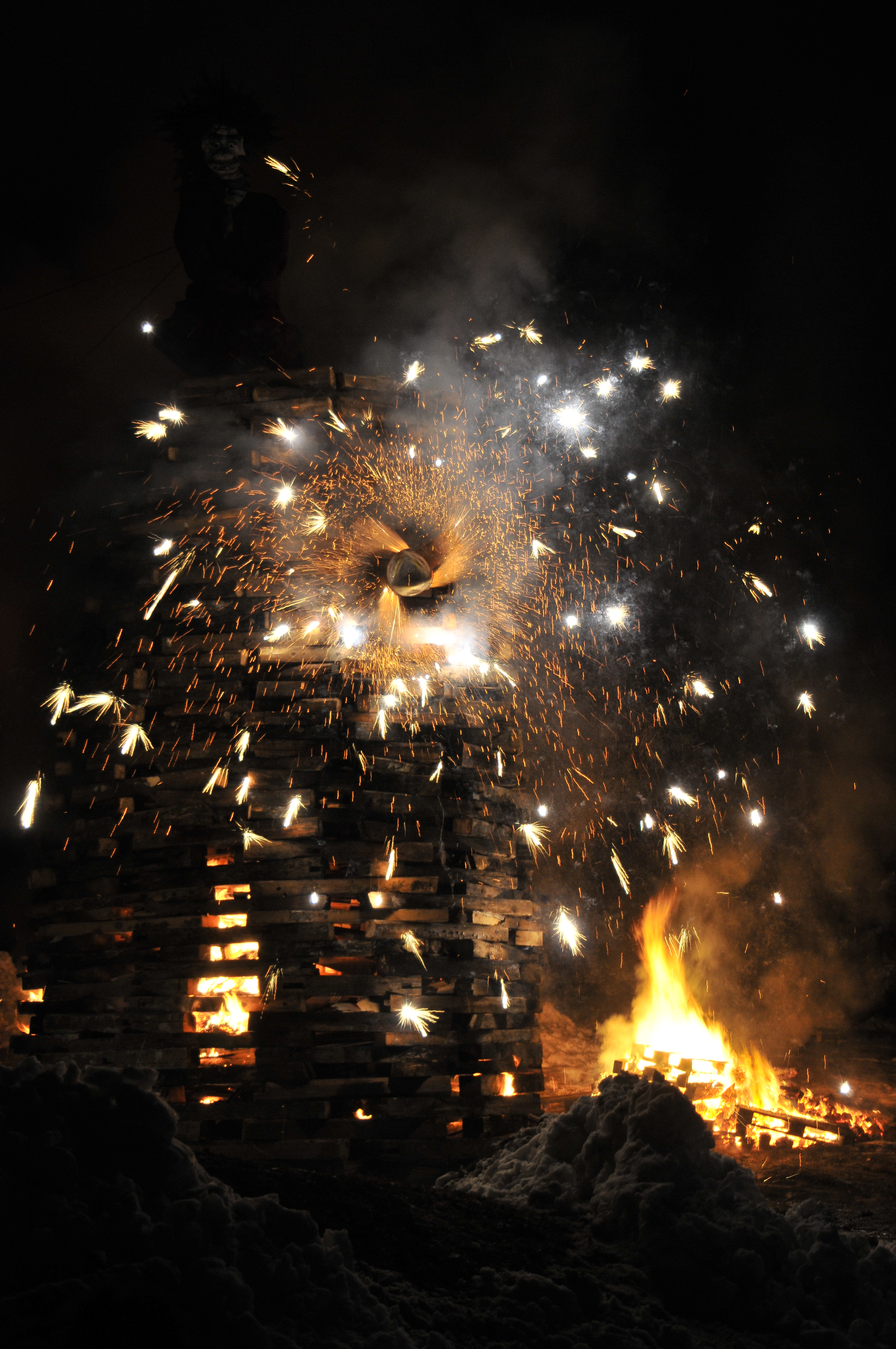
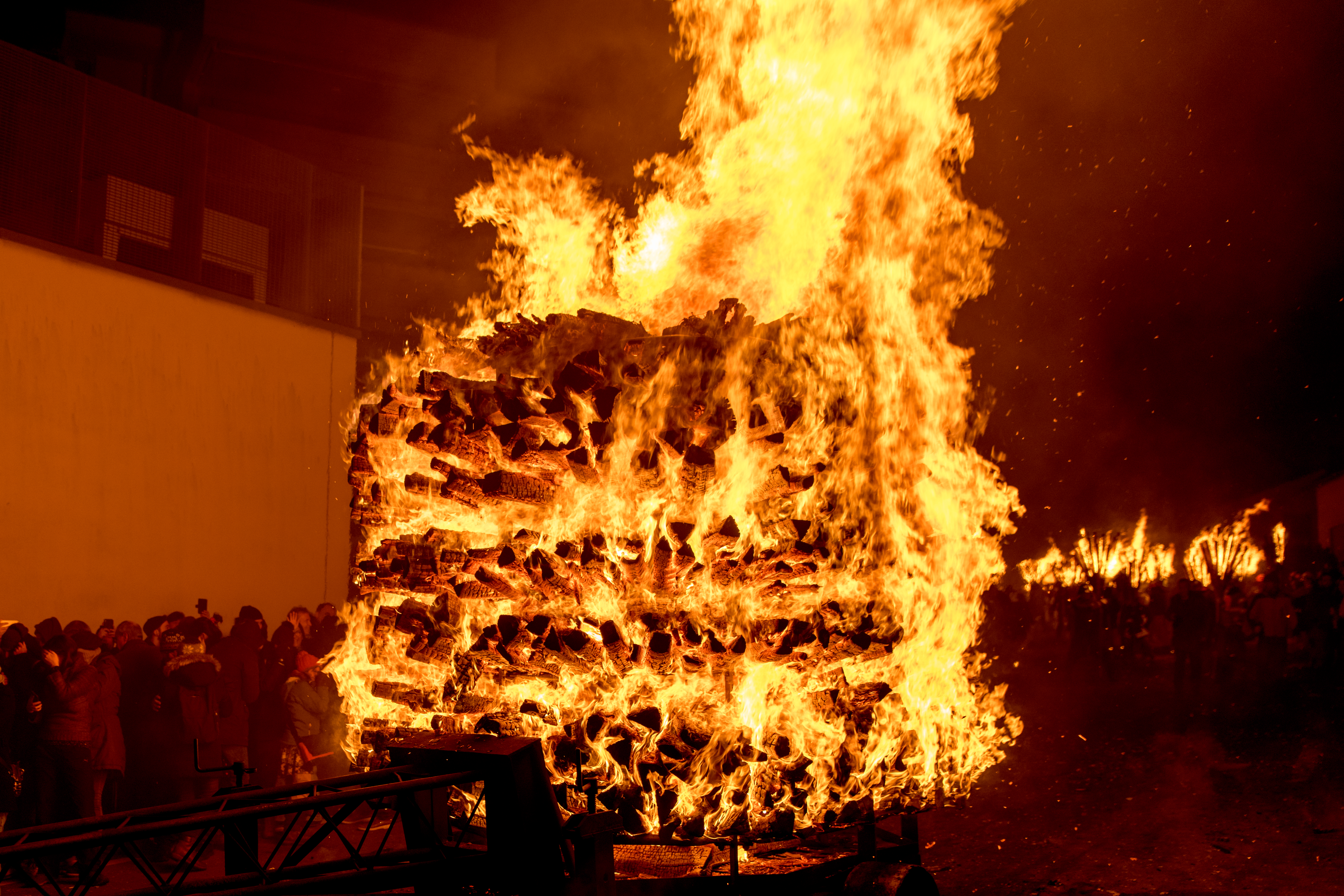
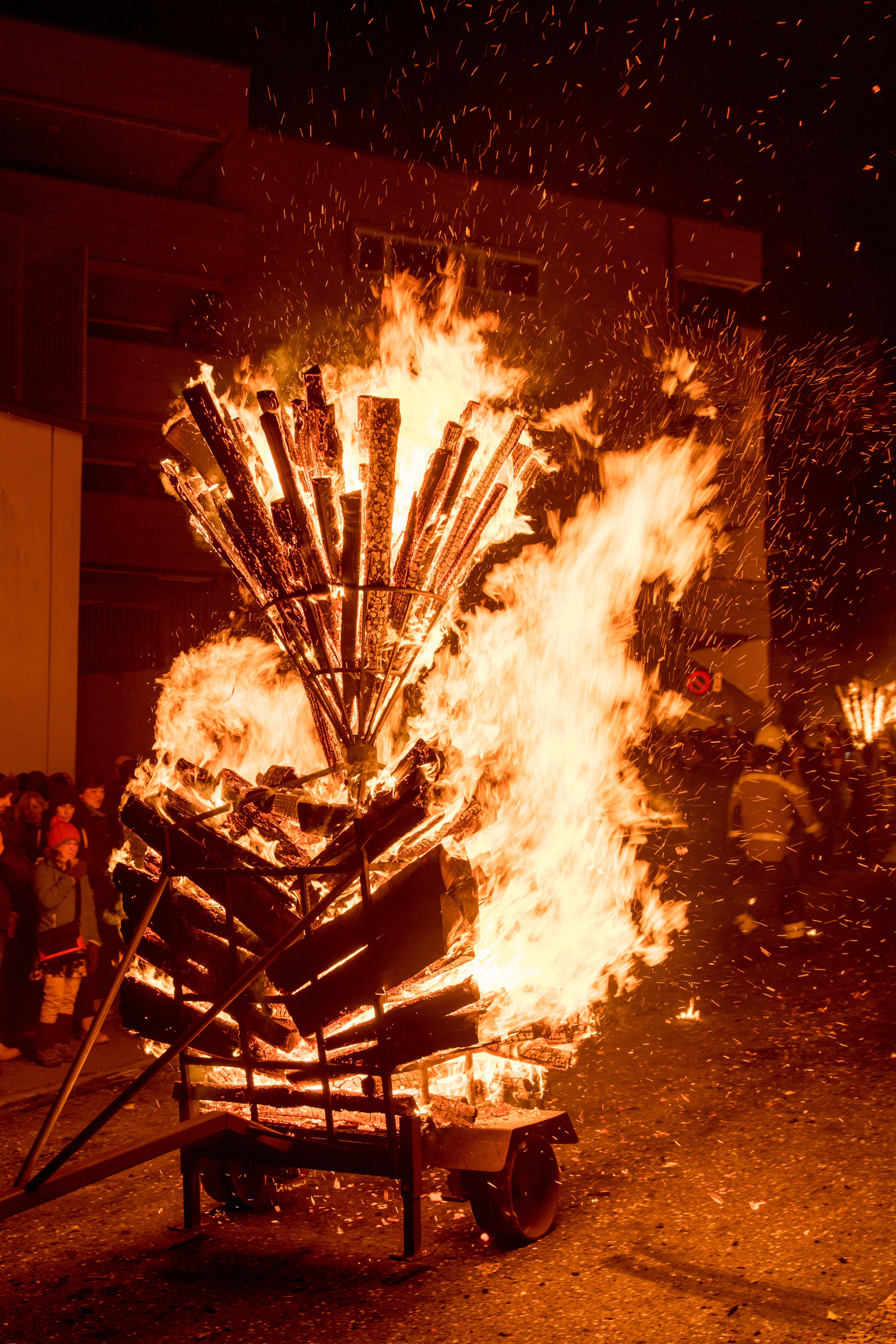
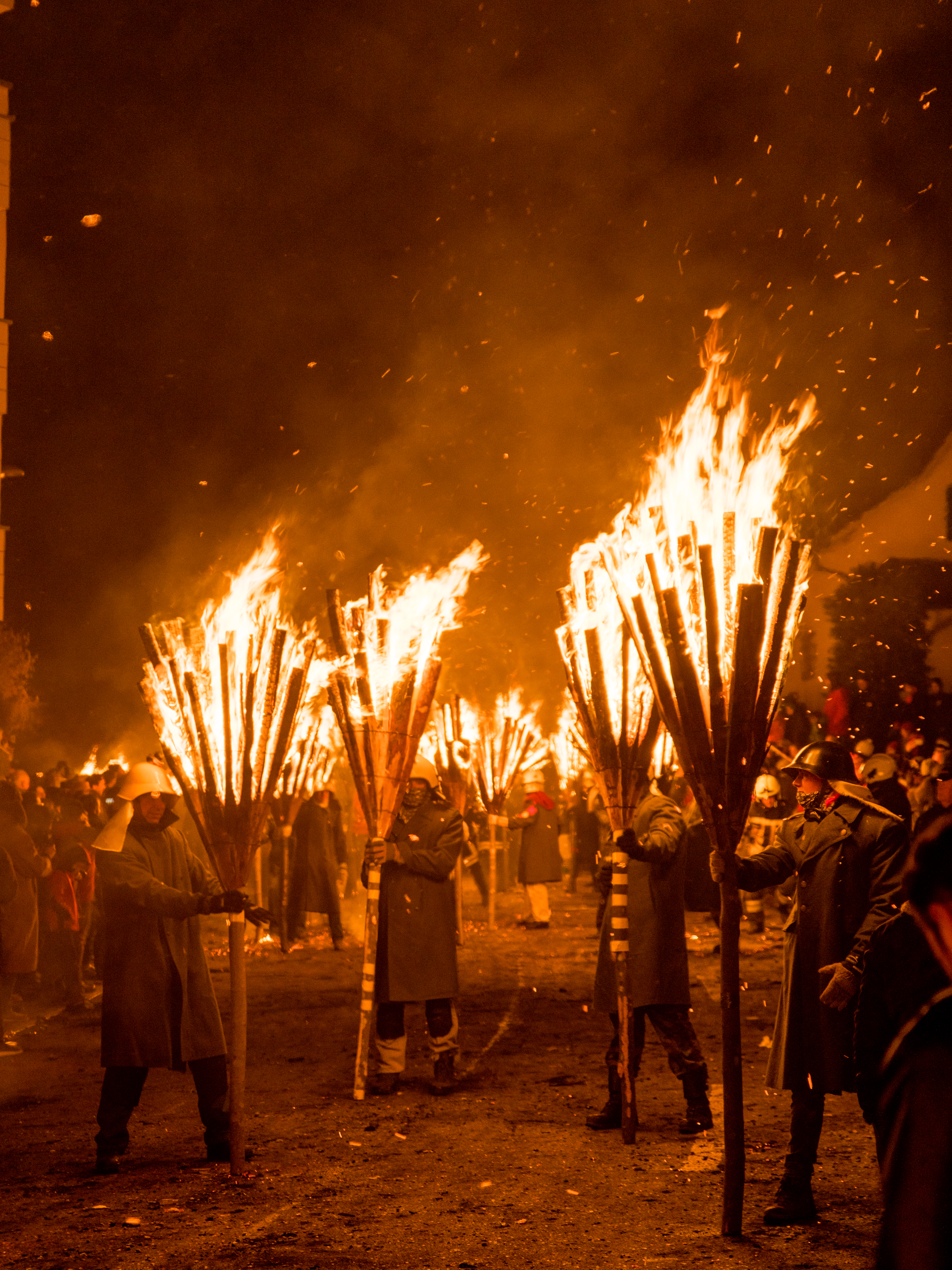

### 愛爾蘭
在愛爾蘭島，篝火會在10月31日點燃以慶祝萬聖夜或薩溫節。4月30日也會點燃溝火來慶祝貝爾丹火焰節，尤其是在利默里克。此外，6月23日的聖約翰夜與仲夏節前夕也會有篝火活動，而科克郡特別將這一晚稱為「篝篝夜」（Bonna Night）。
在北愛爾蘭，每年7月11日，新教社區會舉行篝火以慶祝威廉黨於博因河戰役取得勝利，稱為「第11夜」。此外，自1972年以來，天主教社區於每年8月9日舉行篝火以抗議英國政府的狄米崔流士行動與緬懷遭逮捕的受刑人。

### 日本
每年盂蘭盆節結束之際，京都會舉行五山送火活動。

## 外部連結
- Dancing May Day Through History （页面存档备份，存于）